# Курилов Василь Іванович
Василь Іванович Курилов (рос. Василий Иванович Курилов/біл. Васіль Іванавіч Курылаў; 30 листопада 1947, Берестя, Білоруська РСР — 12 листопада 2019) — радянський футболіст та білоруський тренер, виступав на позиції півзахисника.

## Клубна кар'єра
Вихованець берестейської ДЮСШ-4, перший тренер — В. Ільїнковський. У 1965 році розпочав кар'єру в берестейському «Спартаку», але вже наступного сезону прийняв запрошення мінського «Динамо». У 1969 році виїхав до України, де захищав кольори запорізького «Металурга», севастопольського та рівненського «Авангардів», полтавського «Колоса». У 1975 році повернувся до рідного клубу, який на той час виступав під назвою «Буг», а згодом — «Динамо». Завершив кар'єру в 1978 році.

## Кар'єра в збірній
У складі юнацької збірної СРСР переможець юніорського турніру УЄФА 1966 року.

## Кар'єра тренера
Тренерську діяльність розпочав у 1978 році. Спочатку працював другим тренером, а з 1982 року директором клубу «Динамо» (Берестя). Після звільнення Івана Щокіна з травня 1982 року й до завершення сезону виконував обов'язки головного тренера команди. Протягом двох років навчався у вищій школі тренерів. Потім виїхав до Рівного, де з перервами працював на посаді директора рівненського «Авангарду», а в 1992 році перейшов на посаду головного тренера клубу, який в той час змінив свою назву на «Верес». В 1993 році повернувся до берестейського «Динамо», де спочатку допомагав тренувати клуб, а в червні 1993 року призначений головним тренером, яким керував до травня 1994 року.

## Досягнення

### Як гравця
- Юнацький чемпіонат Європи (U-19)
  -  Чемпіон (1): 1966

### Відзнаки
- Майстер спорту СРСР: 1966